# Marc Bonilla

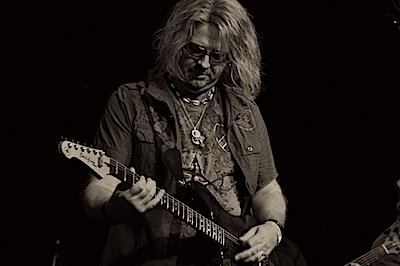
Marc Bonilla

Marc Henry Bonilla (* 3. Juli 1955 im Contra Costa County, Kalifornien) ist ein amerikanischer Gitarrist, Musiker und Komponist.
Seit den 1980er-Jahren ist Bonilla Gitarren-Lehrer in der San Francisco Bay Area. In den späten 1980ern zog Bonilla nach Los Angeles, wo er unter anderem als Lehrer am GIT (Guitar Institute of Technology) arbeitete, aber auch TV- und Film-Soundtracks erstellte und sogar eine Rolle in der TV-Serie Nightman hatte.
Bereits zu der Zeit, als Bonilla sein erstes Studioalbum EE Ticket veröffentlichte, brachte die Firma Yamaha eine nach ihm benannte E-Gitarre heraus, die mit Comic-Superhelden bedruckt war, da Marc Bonilla seit seiner Kindheit ein großer Fan dieser Comic-Figuren ist. Er arbeitet seit 1995 immer wieder mit Keith Emerson, Glenn Hughes, David Coverdale und Kevin Gilbert. Auf dem Emerson, Lake & Palmer-Tributealbum Encores wirkte er ebenfalls mit. Zusätzlich veröffentlichte er Soloalben. Zurzeit spielt Bonilla bei der Band California Transit Authority.

## Diskographie
Soloalben
- 1991 – EE Ticket
- 1993 – American Matador, mit zwei Coverversionen von A Whiter Shade Of Pale
- 2019 – Celluloid Debris

mit Keith Emerson & Glenn Hughes
- 2009 – Boys Club – Live from California

mit Keith Emerson Band
- 2008 – Keith Emerson
- 2011 – Moscow (Doppelalbum)

mit California Transit Authority
- 2007 – Full Circle
- 2013 – Sacred Ground

mit Keith Emerson & Münchner Rundfunkorchester
- 2012 – Three Fates